# Slévačská
Slévačská je ulice v Hloubětíně a Kyjích na Praze 14, která spojuje ulici Kolbenovu a Cíglerovu. Od severu do ní postupně ústí ulice K Hutím, Zelenečská, Nástrojářská, dále ji protíná Poděbradská s tramvajovou tratí, pak do ní ústí Horoušanská, Krylovecká, Vizírská, Jaroslavická, Nedvědická, Kukelská, Zdobnická, Sklenská, Hůrská, Žárská a opět Kukelská. Části východního úseku tvoří hranici mezi městskými částmi Hloubětín a Kyje.

## Historie a názvy
Nazvána je podle profese slévače, který zhotovuje kovové odlitky. Název patří do stejné skupiny jako Nástrojářská, Zámečnická a Soustružnická. Ulice vznikla a byla pojmenována v roce 1962. Byla dvakrát prodloužena, nejprve po připojení Kyjí k hlavnímu městu v roce 1968 a posléze v roce 1975 po vybudování sídliště Lehovec. Ulice tvoří hlavní komunikaci tohoto sídliště.
Na ulici jsou autobusové zastávky Sídliště Lehovec a Žárská.

## Budovy a instituce
- Ubytovna Areál Hloubětín, Slévačská 744/1. Původní Ubytovna pro pracovníky ČKD byla postavena v letech 1971–1980. Projektoval ji architekt Radim Dejmal.[3] V současnosti ubytovna nabízí 1640 lůžek pro dlouhodobé ubytování.[4]
- Park Hloubětín, Slévačská 1108/1b a 1c, Krylovecká 1105/1, developerský projekt energeticky pasívních novostaveb z let 2014–2016.[5]
- Panelové domy Slévačská čp. 902/11, čp. 905/32 a Kukelská 903/1, tři ze čtyř dvanáctipodlažních dominant sídliště Lehovec
- Parkoviště Slévačská
- Pás řadových garáží
- Rezidence Lehovec (původně Dům služeb Lehovec), Slévačská čp. 752/36, vybudována nad silnicí. Původně nižší budova z roku 1974 sloužila jako dům služeb se samoobsluhou, restaurací, zdravotním střediskem, kulturní místností a komunálními službami. Po roce 1989 se objekt privatizoval a v souvislosti s tím postupně zmizely kulturní a zdravotní služby. V letech 2008–2012 byla budova přestavěna na byty. V čtyřpodlažní budově, jejíž půdorys má rozměry 83,25 x 33 metrů, se nachází 76 bytů s dispozicí 1+kk až 3+kk o velikosti 42–96 metrů čtverečních a s balkony a terasami. Dále jsou v ní také dva nebytové prostory pro obchodní nebo kancelářské využití. Pro obyvatele je k dispozici vnitřní atrium s chodníčky, zelení a lavičkami, dále sklepní kóje a podzemní garáže. Autorem je developerská společnost SVG development.[6][7][8][9]
- Hrádeček penzion a restaurace, Hůrská 189/14[10]
- Hotel Diana u Kuchařů, Slévačská 496/48[11]